# Irwin Allen
Irwin Allen (New York, 12 giugno 1916 – Santa Monica, 2 novembre 1991) è stato un produttore cinematografico, produttore televisivo, regista e sceneggiatore statunitense.
Soprannominato The Master of Disaster (lett. "Il maestro del disastro") per i suoi film di genere catastrofico, è ricordato anche per aver dato vita a un numero memorabile di serie televisive.

## Biografia
Allen nasce a New York nel 1916. Nel 1952 vince il Premio Oscar per il miglior documentario con Il mare intorno a noi, tratto dal best seller omonimo di Rachel Carson. Carson è tuttavia delusa dalla versione finale del documentario, tanto da non consentire più la realizzazione di film basati sulle sue opere.
Allen lavora ad alcuni film che utilizzavano la tecnica stereoscopica: Agente federale X3 (1954), Il mondo è meraviglioso (1956), il pluri-criticato L'inferno ci accusa (1957), Il grande circo (1959), Mondo perduto (1960), Viaggio in fondo al mare (1961), da cui viene tratta la serie televisiva omonima, e Cinque settimane in pallone (1962).
Negli anni sessanta Allen si dedica alla produzione di serie televisive soprattutto di genere fantasy o fantascientifico, tra cui le più note sono Kronos - Sfida al passato, Lost in Space e La terra dei giganti, ideando molto di queste. Il film La città degli acquanauti (1971), viene ideato come episodio pilota per una nuova serie, usando molto del materiale di Viaggio in fondo al mare. Le serie fantascientifiche di Allen divengono note per la presenza di assurde teorie scientifiche e godono di un buon riscontro presso il pubblico giovanile appassionato di fantascienza.
Negli anni settanta Allen ritorna al grande schermo e il suo nome diviene tra i più popolari legati ai film catastrofici. Produce film di enorme successo come L'avventura del Poseidon (1972) e L'inferno di cristallo (1974), di cui è anche co-regista. Dirige e produce Swarm - Lo sciame che uccide (1978), L'inferno sommerso (1979) e Ormai non c'è più scampo (1980).
Tra la fine degli anni settanta e l'inizio degli anni ottanta Allen torna sporadicamente alla televisione con miniserie quali The Return of Captain Nemo/The Amazing Captain Nemo (1978) e una sua versione di Alice in Wonderland (1985). Mentre scive il copione di una sua versione musical di Pinocchio, il peggioramento dei suoi problemi cardiaci lo costringe a ritirarsi prima di riuscire a dare vita alla sua ultima opera. Nel 1985 riceve un ironico premio "alla peggiore carriera" durante i Razzie Award.
Allen muore per infarto miocardico acuto nel 1991, all'età di 75 anni.

## Filmografia parziale

### Produttore

#### Cinema
- L'inferno ci accusa (The Story of Mankind), regia di Irwin Allen (1957)
- Viaggio in fondo al mare (Voyage to the Bottom of the Sea), regia di Irwin Allen (1961)
- L'avventura del Poseidon (The Poseidon Adventure), regia di Ronald Neame (1972)
- L'inferno di cristallo (The Towering inferno) di John Guillermin (1974)
- Ormai non c'è più scampo (When Time Ran Out), regia di James Goldstone (1980)

#### Televisione
- Viaggio in fondo al mare (Voyage to the Bottom of the Sea) – serie TV (1964-1968)
- Lost in Space – serie TV (1965-1968)
- Kronos - Sfida al passato (The Time Tunnel) – serie TV (1966-1967)
- La terra dei giganti (The Land of the Giants) – serie TV (1967-1970)

### Regista
- Il mondo è meraviglioso (The Animal World, 1956)
- L'inferno ci accusa (The Story of Mankind, 1957)
- Mondo perduto (The Lost World, 1960)
- Viaggio in fondo al mare (Voyage to the Bottom of the Sea, 1961)
- Cinque settimane in pallone (Five Weeks in a Balloon, 1962)
- Swarm (The Swarm) (1978)

#### Televisione
- Kronos - Sfida al passato (The Time Tunnel) – serie TV (1966–1967)

### Sceneggiatore
- Il mondo è meraviglioso (The Animal World, 1956)
- L'inferno ci accusa (The Story of Mankind), regia di Irwin Allen (1957)
- Mondo perduto (The Lost World), regia di Irwin Allen (1960)
- Viaggio in fondo al mare (Voyage to the Bottom of the Sea), regia di Irwin Allen (1961)

### Soggettista
- Mondo perduto (The Lost World), regia di Irwin Allen (1960)
- Lost in Space - Perduti nello spazio (Lost in Space), regia di Stephen Hopkins (1998)

## Serie TV
- Viaggio in fondo al mare (Voyage to the Bottom of the Sea) (1964–1968)
- Lost in Space (1965–1968)
- Kronos - Sfida al passato (The Time Tunnel) (1966–1967)
- La terra dei giganti (Land of The Giants) (1967–1970)
- Swiss Family Robinson (1975–1976)
- Codice rosso fuoco (Code Red) (1981–1982)

## Omaggi
- Nel 1989 il gruppo musicale dei Killdozer scrive la canzone Man vs. Nature dedicata ad Allen, chiamandolo "Il maestro del realismo". La canzone contiene tre versi che menzionano due dei suoi film catastrofici degli anni settanta, L'avventura del Poseidon e L'inferno di cristallo. Nella canzone è menzionato anche Terremoto, ma questo film non ha assolutamente nulla a che vedere con Irwin Allen.